# دراگان ووکمیر
دراگان ووکمیر (صربی: Dragan Vukmir؛ زادهٔ ۲ اوت ۱۹۷۸) بازیکن سابق و مربی فوتبال اهل صربستان است.
از باشگاه‌هایی که در آن بازی کرده‌است می‌توان به باشگاه فوتبال دالیان هایچانگ، باشگاه فوتبال فرنتس‌واروش، باشگاه فوتبال ام‌تی‌کی بوداپست، باشگاه فوتبال بوداپست هونود، باشگاه فوتبال راد، و باشگاه فوتبال دبرتسنی اشاره کرد.
وی همچنین در تیم ملی فوتبال صربستان و مونته‌نگرو بازی کرده‌است.